# Teatro de La Scala
La Scala, abreviatura del nombre oficial italiano, Teatro alla Scala (AFI [teˈaːtro alla ˈskaːla]) es un famoso teatro de ópera de Milán, Italia. El teatro fue inaugurado el 3 de agosto de 1778 y originalmente se conocía como Nuovo Regio Ducale Teatro alla Scala (Nuevo Teatro Real-Ducal alla Scala). La primera representación que se estrenó en el teatro fue la ópera Europa riconosciuta de Antonio Salieri.
La mayoría de los más grandes artistas operísticos italianos, y muchos de los mejores cantantes de todo el mundo, han actuado en La Scala. El teatro está considerado como uno de los principales teatros de ópera y ballet del mundo. Alberga el Coro del Teatro de la Scala, el Ballet del Teatro de la Scala, la Orquesta del Teatro de la Scala y la Orquesta Filarmónica de la Scala. El teatro también cuenta con una escuela asociada, conocida como la Academia del Teatro de La Scala (en italiano: Accademia Teatro alla Scala), que ofrece formación profesional en música, danza, escenografía y dirección de escena.

## El teatro

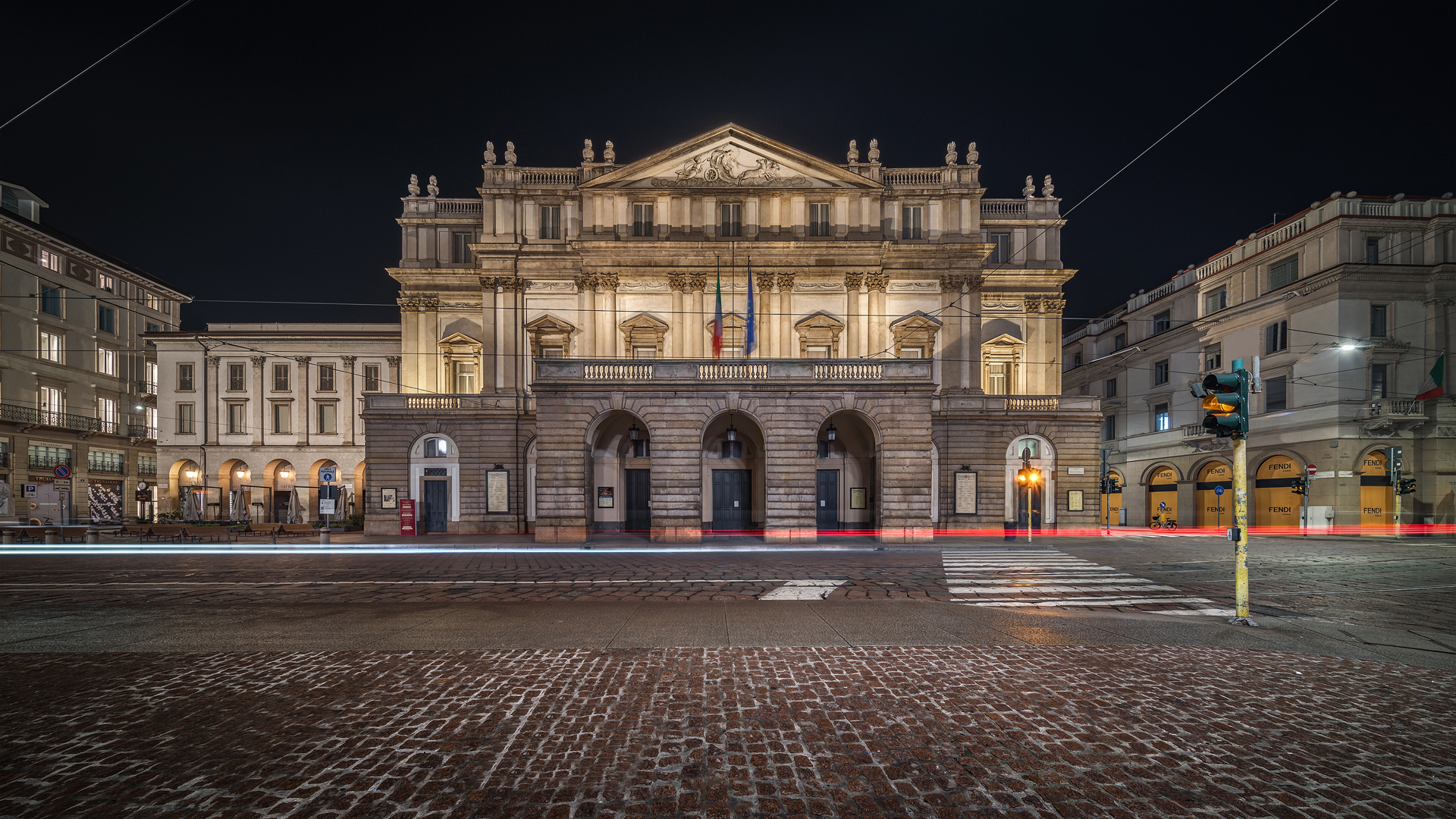
El Teatro alla Scala en Milán por la noche

La temporada de La Scala se inaugura el 7 de diciembre, día de San Ambrosio, fiesta del patrón de Milán. Todos los espectáculos deben terminar antes de medianoche, y las óperas largas comienzan más temprano por la noche cuando es necesario.
El Museo Teatrale alla Scala (Museo del Teatro de La Scala), accesible desde el vestíbulo del teatro y una parte de la ópera, contiene una colección de pinturas, bocetos, estatuas, vestuarios y otros documentos relativos a la historia de la Scala y de la ópera en general. La Scala también alberga la Accademia d'Arti e Mestieri dello Spettacolo (Academia de Artes y Espectáculos). Su objetivo es formar a una nueva generación de jóvenes músicos, personal técnico y bailarines (en la Scuola di Ballo del Teatro alla Scala, una de las divisiones de la Academia).
Encima de los palcos, la Scala tiene una galería —llamada loggione— donde los menos pudientes pueden ver los espectáculos. La galería suele estar abarrotada de los aficionados a la ópera más críticos, conocidos como los loggionisti, que pueden mostrarse extasiados o despiadados ante los éxitos o fracasos percibidos de los cantantes. Por sus fracasos, los artistas reciben un "bautismo de fuego" de estos aficionados, y los fiascos se recuerdan durante mucho tiempo. Por ejemplo, en 2006, el tenor Roberto Alagna abandonó el escenario tras ser abucheado durante un espectáculo de Aida, lo que obligó a su suplente, Antonello Palombi, a sustituirle rápidamente en mitad de la escena sin tiempo para ponerse el vestuario. Alagna no volvió a la producción.

## Historia
Ha estado ubicado en dos edificios. Un incendio destruyó el primero, el antiguo Teatro Ducale, el 25 de febrero de 1776, después de una gala de carnaval. Los noventa dueños de los palcos del teatro le pidieron al archiduque Fernando de Austria la construcción de un nuevo teatro y otro provisional durante las obras.

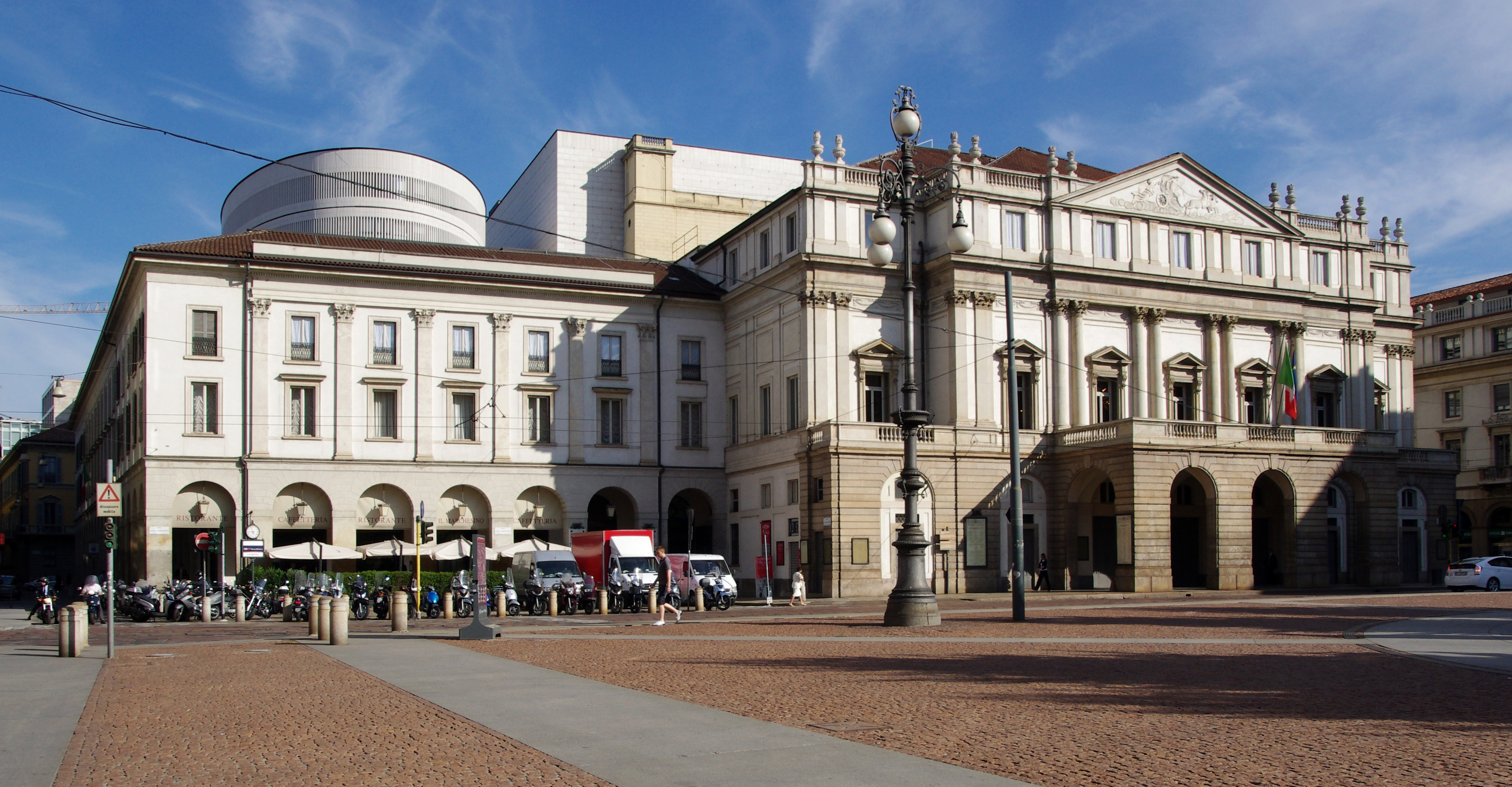
Teatro de La Scala de Milán.

El arquitecto neoclásico Giuseppe Piermarini hizo un diseño inicial que fue rechazado por el Conde Firmian, un gobernador austríaco. Un segundo plan fue aceptado por la emperatriz María Teresa I en 1776. 
El nuevo teatro se construyó en el lugar que ocupaba antes la iglesia Santa Maria alla Scala, que dio su nombre al teatro. La iglesia fue desconsagrada y demolida, y en un período de dos años Pietro Marliani, Pietro Nosetti y Antonio y Giuseppe Fe completaron la construcción del nuevo edificio. Fue inaugurado el 3 de agosto de 1778, con el nombre de Nuovo Regio Ducal Teatro alla Scala, con la ópera L'Europa riconosciuta de Salieri.

Interior de La Scala.

Como otros teatros de la época, La Scala fue también un casino.
La estructura original fue renovada en 1907, cuando se cambió al diseño actual. En 1943, durante la Segunda Guerra Mundial, los bombardeos dañaron seriamente el teatro. Fue reconstruido y reestrenado el 11 de mayo de 1946 con un concierto memorable dirigido por Arturo Toscanini. 
En La Scala se estrenaron muchas óperas famosas y mantuvo una relación muy especial con el compositor Giuseppe Verdi. Sin embargo, durante muchos años el compositor no representó allí ninguna de sus obras, dado que Verdi acusó a la orquesta de modificar su música.
Actualmente el edificio posee un museo al que se accede desde el foyer, con una extraordinaria colección de pinturas, bocetos, estatuas y otros documentos relacionados con la ópera.
El teatro fue cerrado entre el 19 de enero de 2002 y noviembre de 2004 para su restauración. En esta ocasión el proyecto fue diseñado por el arquitecto Mario Botta. Durante ese período la compañía se trasladó al Teatro degli Arcimboldi. La restauración fue controvertida porque los que velaban por la preservación del teatro temían que se perdieran los detalles históricos. La decisión más controvertida fue demoler toda el área posterior al escenario para crear una zona de servicio «moderna y funcional, digna de uno de los más importantes teatros del mundo», como se argumentó. En cambio, la filosofía que ha guiado la reestructuración del salón del teatro ha sido devolver a La Scala el esplendor originario y eliminar todas las modificaciones posteriores. Se han eliminado alfombras y pinturas que ocultaban el mármol originario y, cuando ha sido posible, se han recuperado las decoraciones del siglo XVIII de algunos palchi de importancia histórica, como la barcaccia del virrey de color azul celeste. Se considera que la compañía quedó satisfecha e impresionada con la calidad del sonido y las mejoras en la estructura. En el espacio que se ha agregado a la parte trasera del escenario se podrán guardar más escenografías. Los puestos fueron equipados con monitores donde se presenta el libreto en inglés, francés o italiano. 
Para la reapertura del teatro se escogió la misma ópera que se utilizó en su apertura, L'Europa riconosciuta de Salieri.

### Directores musicales
- Arturo Toscanini (1898-1907).
- Tullio Serafin (1908-1914).
- Tullio Serafin (1917-1918).
- La Scala permanece cerrada entre 1918 y 1920.
- Arturo Toscanini (1921-1929).
- Victor de Sabata (1930-1953).
- Carlo Maria Giulini (1953-1956).
- Guido Cantelli (1956) (fallecido en accidente aéreo una semana antes de tomar posesión del cargo).
- Puesto vacante de 1956 a 1965.
- Gianandrea Gavazzeni (1965-1968).
- Claudio Abbado (1968-1986).
- Riccardo Muti (1986-2005).
- Daniel Barenboim (Maestro Scaligero 2007-2011 / Director Musical 2011-2014).[3]
- Riccardo Chailly Director principal en 2015 y 2016, y Director musical de 2017 a 2022.
- Myung-Whun Chung Director musical de 2026 a 2030.

## Selección de estrenos absolutos en La Scala
- 1778: L'Europa riconosciuta de Antonio Salieri.
- 1812: La pietra del paragone de Gioachino Rossini.
- 1813: Aureliano in Palmira de Gioacchino Rossini.
- 1814: Il turco in Italia de Gioachino Rossini.
- 1817: La gazza ladra de Gioacchino Rossini.
- 1819: Bianca e Falliero de Gioacchino Rossini.
- 1820: Margherita d’Anjou de Giacomo Meyerbeer.
- 1827: Il pirata de Vincenzo Bellini.
- 1829: La straniera de Vincenzo Bellini.
- 1831: Norma de Vincenzo Bellini.
- 1932: Ugo, Conte di Parigi de Gaetano Donizetti.
- 1833: Lucrezia Borgia de Gaetano Donizetti.
- 1835: Maria Stuarda de Gaetano Donizetti.
- 1839: Oberto, Conte di San Bonifacio de Giuseppe Verdi.
- 1840: Un giorno di regno de Giuseppe Verdi.
- 1842: Nabucco de Giuseppe Verdi.
- 1843: I Lombardi alla prima crociata de Giuseppe Verdi.
- 1845: Giovanna d'Arco de Giuseppe Verdi.
- 1868: Mefistofele de Arrigo Boito.
- 1876: La Gioconda de Amilcare Ponchielli.
- 1887: Otello de Giuseppe Verdi.
- 1889: Edgar (ópera) de Giacomo Puccini.
- 1892: La Wally de Alfredo Catalani.
- 1893: Falstaff de Giuseppe Verdi.
- 1904: Madama Butterfly de Giacomo Puccini.
- 1924: Nerone de Arrigo Boito.
- 1926: Turandot de Giacomo Puccini.
- 1957: Diálogos de carmelitas de Francis Poulenc.
- 1963: Passagio de Luciano Berio.
- 1984: Samstag aus Licht de Karlheinz Stockhausen.
- 1988: Montag aus Licht de Karlheinz Stockhausen.